# Església de la Mare de Déu dels eslaus
L'església de la Mare de Déu, dels sants Jeroni, Ciril, Metodi, Adalbert i Prokop és l'església de l'Abadia d'Emaús (també anomenada Església de la Mare de Déu dels eslaus "Na Slovanech") situada a l'actual carrer Vyšehradská de Praga 2, a l'extrem sud de la Ciutat Nova de Praga.
Va ser comandada, durant dos segles i mig, pels monjos catalans de Montserrat. Encara conserva una imatge de la Mare de Déu de Montserrat.
Es una església tipus sala, de tres naus, d'estil gòtic, que fou construïda per l'emperador Carles IV del sacre imperi romano-germànic per a la comunitat benedictina de litúrgia eslava.
Actualment, la façana de l'església es caracteritza per l'extrem original en forma de torre de formigó, que va substituir les torres bessones occidentals destruïdes durant el bombardeig de 1945. L'església forma part de l'espai patrimonial protegit de l'Abadia gòtica, que va ser declarada monument cultural nacional l'any 1978.

## Història

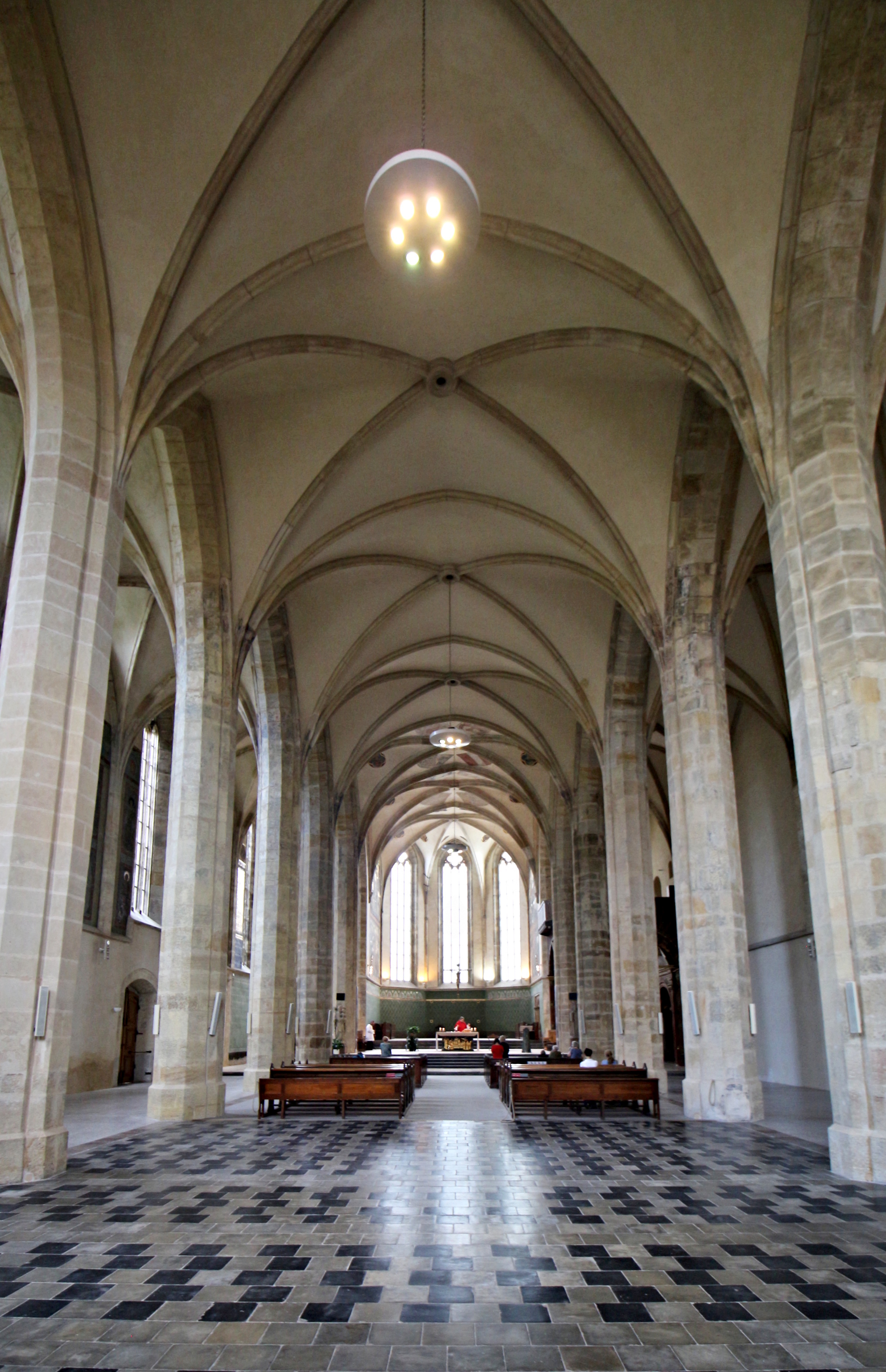
Interior de l'església de la Mare de Déu dels eslaus

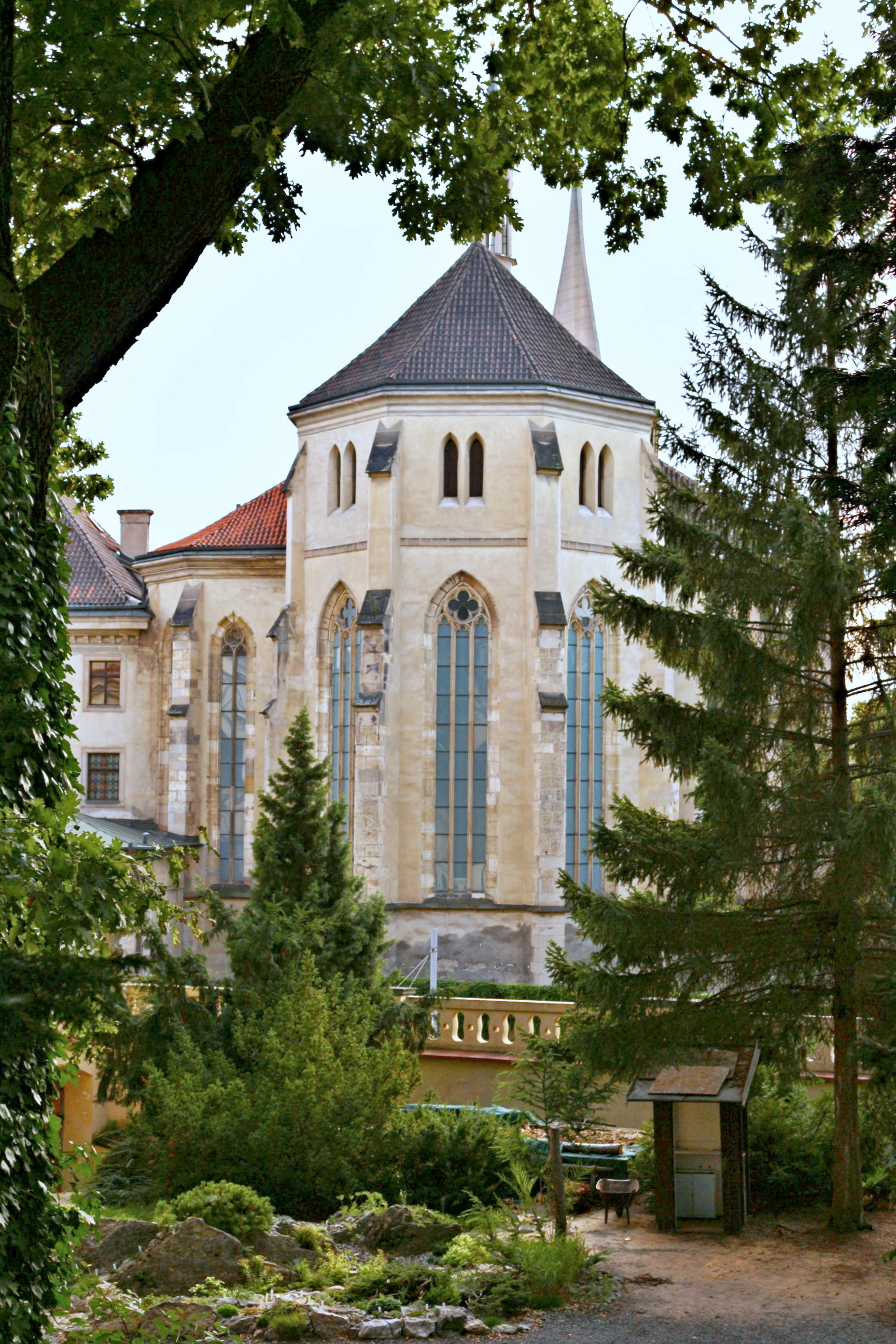
El final de l'església de la Mare de Déu dels eslaus. Vista des de l'església oposada de St. Jan Nepomucký de Skalka

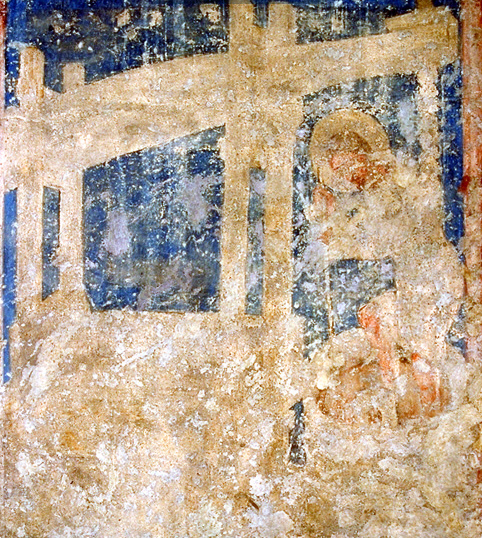
Detall del fresc gòtic del recinte.

### Establiment d'un monestir amb església
Fou una abadia benedictina de litúrgia eslava i d'aquest fet es deriva el nom que manté l'església: Mare de Déu dels eslaus ("Na Slovanech" = dels eslaus). L'abadia va ser fundada per l'emperador Carles IV. el 1347, qui va fer portar a Praga monjos croats (anomenats glagolítics) des de l'Abadia de Tkon, a l'Illa de Pašman. L' any 1372, l'església actual va ser consagrada en presència de l'emperador, el jove Venceslao IV, i de molts altres dignataris. Com que fou un dilluns de Pasqua, es va llegir el fragment de l'Evangeli del viatge de Jesús a Emmaús (Judea), d'aquí el nom de l'Abadia d'Emaús.
L'Església interior, amb amb un sostre massís i un sanctum sanctorum esvelt, va ser un dels temples primordials de la Praga d'aquella època.

### Arribada dels monjos de Montserrat
L'any 1636, van arribar monjos catalans, provinents del Monestir de Montserrat, també benedictins. Aquests, van revitalitzar i renovar el temple, que van decorar a l'estil barroc. L'any 1640 van substituir el sostre ample original per un de més gran, a dues aigües, amb coberta de tres vessants. A més, van reconstruir l'extrem oest de la nau i van afegir dues torres. La façana amb les torres es va acabar entre el 1712 i el 1723, quan es va construir un nou altar major. Els monjos de Montserrat van dirigir l'abadia txeca fins al 1880. En total uns dos segles i mig (244 anys). Encara es conserva una imatge de la Mare de Déu de Montserrat.

### Arribada dels monjos alemanys
L'any 1880, l'arquebisbe de Praga, Bedřich Josef, cardenal Schwarzenberg, va oferir el monestir com a refugi a la congregació alemanya de Beuron, que es va veure obligada a abandonar Alemanya durant el període de l'anomenada "Kulturkampf" (guerra de l'església) impulsada pel canceller Otto von Bismarck per les seves desavinences amb el Vaticà. Els monjos de Beuron van voler tornar reformar el monestir i van fer malbé el mobiliari barroc i les pintures barroques històriques que havien aportat els catalans montserratins. També van substituir les mines de les torres per agulles esmolades. A més, es va pintar l'església i el monestir a l'estil "beuronià".

### Segle XX
A partir del 1919, el monestir va ser adquirit pels benedictins txecs. Durant el bombardeig aliat del 14 de febrer de 1945, tant l'església com el monestir van quedar molt danyats. La volta de l'església i les dues torres es van esfondrar, així com l'edifici del monestir amb frescs gòtics. El claustre va quedar molt malmès. La reconstrucció es va complicar per una llarga discussió sobre quina de les formes històriques de l'església s'havia de restaurar. Les reparacions van durar fins a l'any 1968, quan la façana de ponent va ser substituïda per ales de formigó, dissenyades per F. M. Černý. Aquesta forma inusual recorda tant les dues torres barroques, modificades en estil neogòtic de l'any 1890, com l'alt a dues aigües de l'anterior coberta medieval sense les torres, tal com es representa a il·lustracions més antigues que es conserves de Praga.

### Després de 1989
L'any 1991 es va restaurar la petita comunitat de benedictins, que administra l'església.

## Descripció
Església sala de tres naus amb un extrem poligonal triple, contraforts exteriors i una moderna façana oest de formigó. Els passadissos laterals tenen la mateixa alçada, però són significativament més estrets que el passadís principal. Tenen set camps de voltes de creueria. El presbiteri no està separat per un arc de triomf, ni per un esglaó del terra. Els nervis de la volta s'estenen directament des de les columnes octogonals sense capitells, mentre que els presbiteris convergeixen com vares fins a terra.
El mobiliari històric va quedar gairebé completament destruït, per la qual cosa l'espai té una monumentalitat austera. L'església té diverses làpides interessants dels segles XVI i XVIII

## Un fet interessant

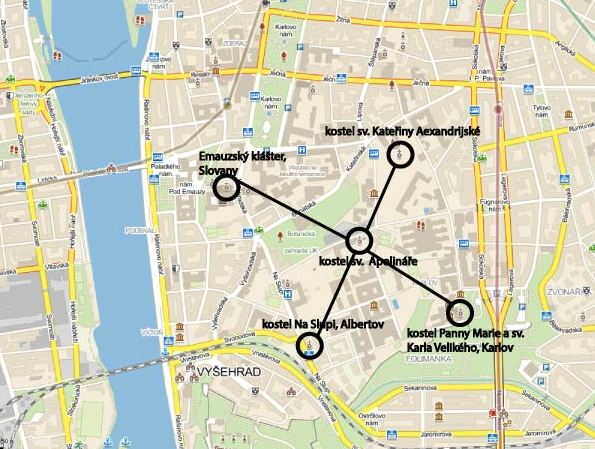
Creu d'esglésies

Cinc esglésies de la Ciutat Nova de Praga, totes fundades per l'emperador Carles IV, formen una gran creu regular a la trama urbana. El braç nord-sud comunica les esglésies de Santa Caterina i l'església de l'Anunciació de la Mare de Déu Na slupi; la branca oest-est l'església de l'Assumpció de la Mare de Déu i Sant Carlemany i l'església de la Mare de Déu dels eslaus, les branques es creuen a l'església de Sant Apol·linar.

## Galeria

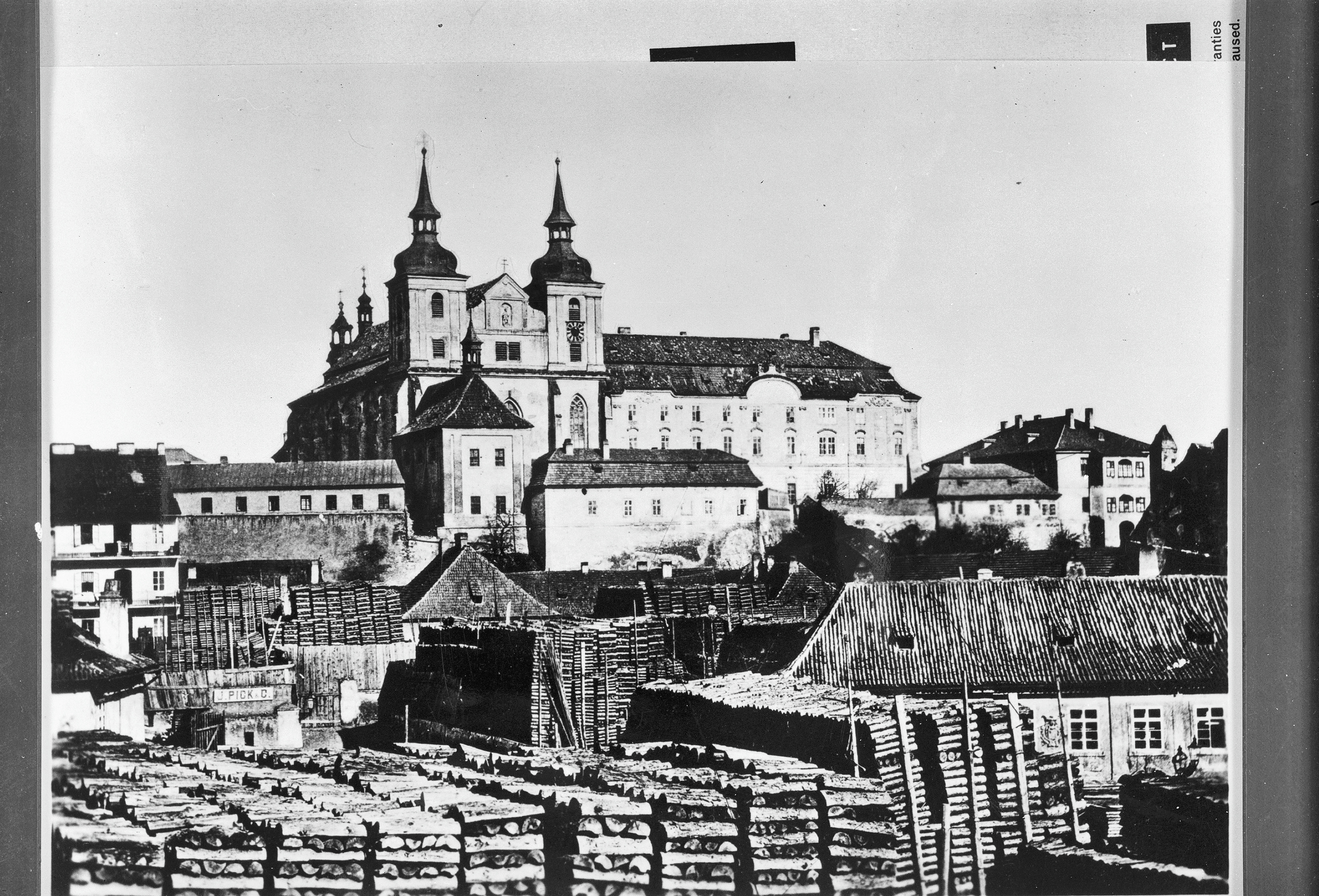
Barroca del monestir forma
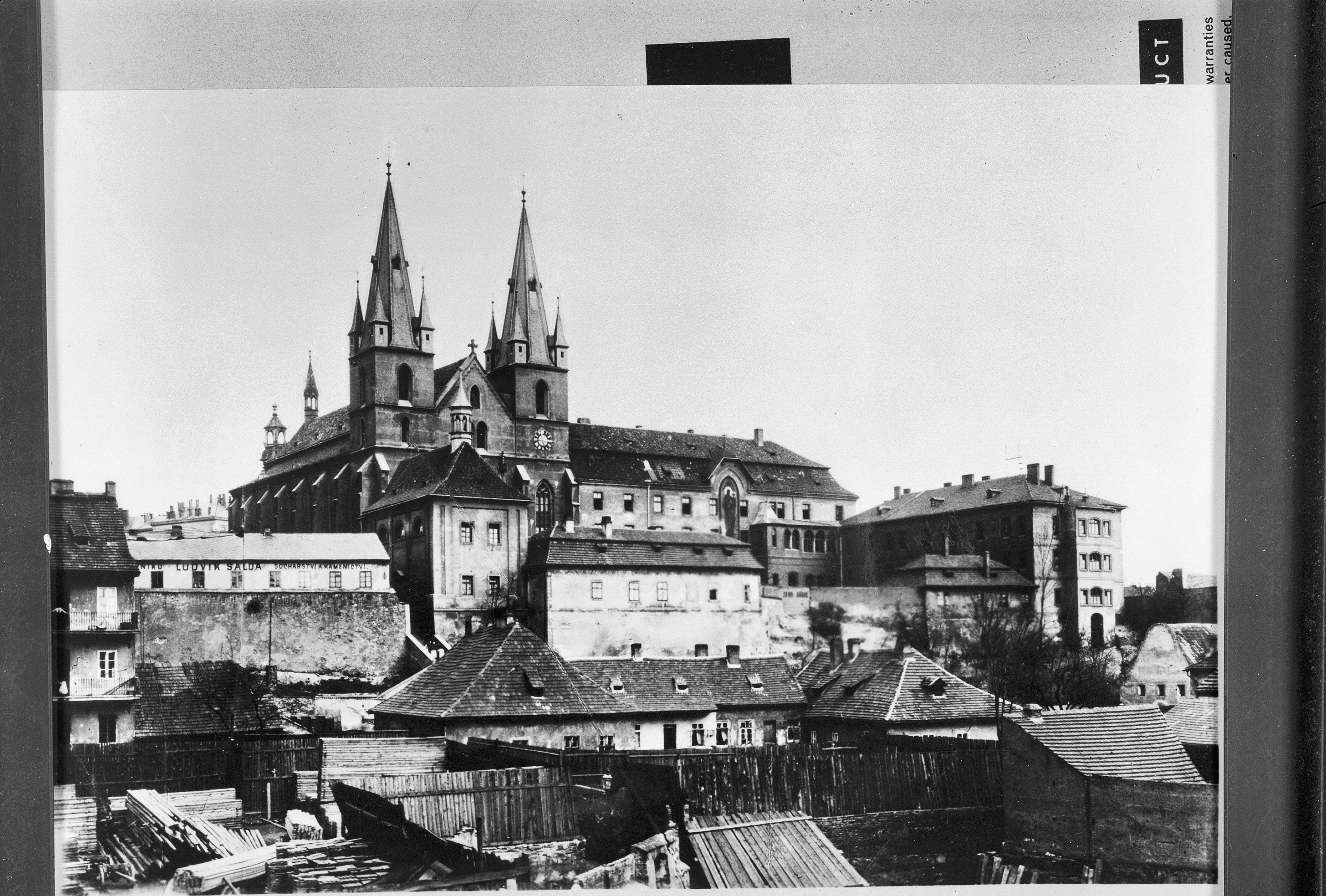
Forma neogòtica del monestir
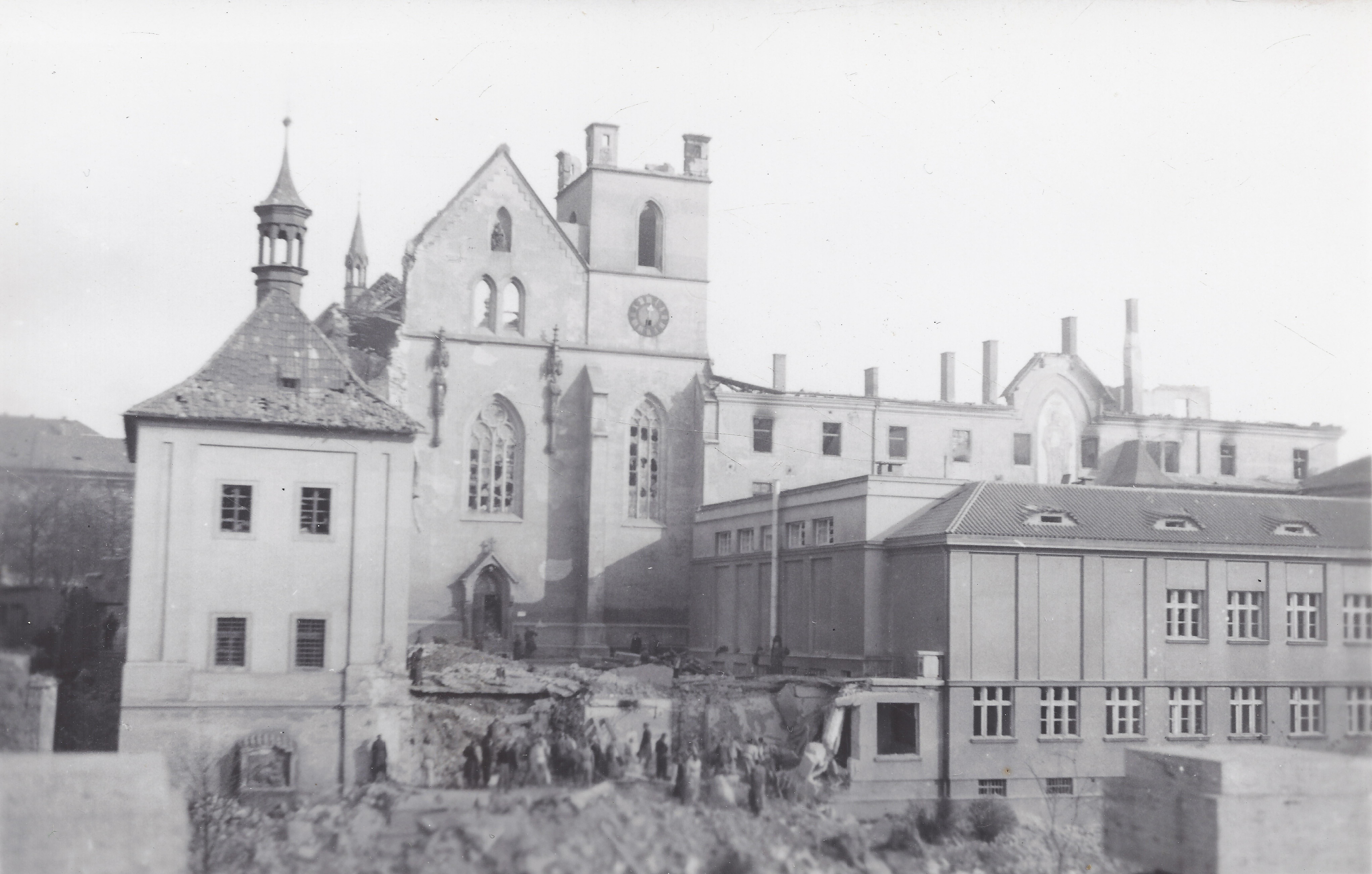
El monestir abans de l'atac aeri del 1945
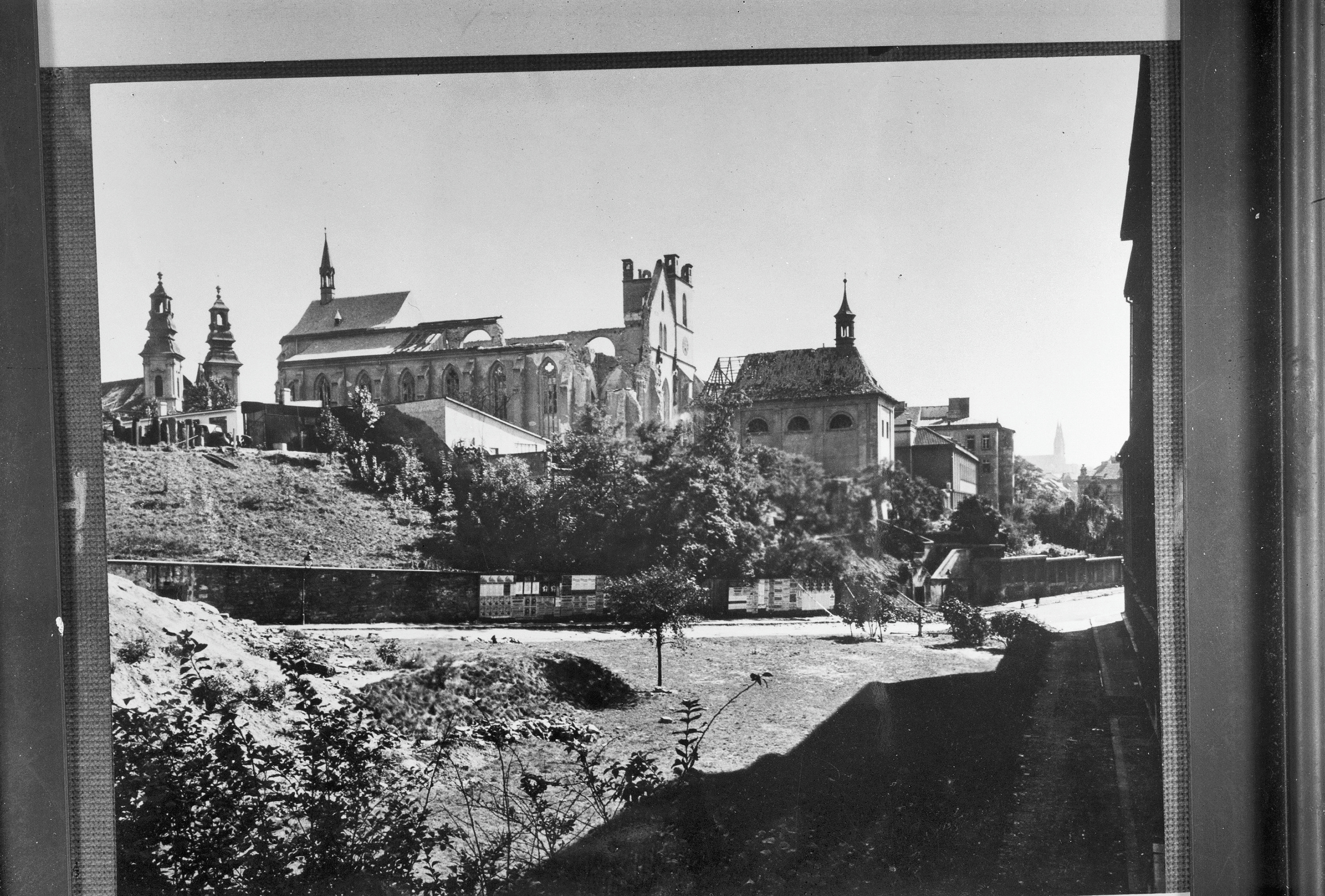
El monestir després de l'atac aeri del 1945
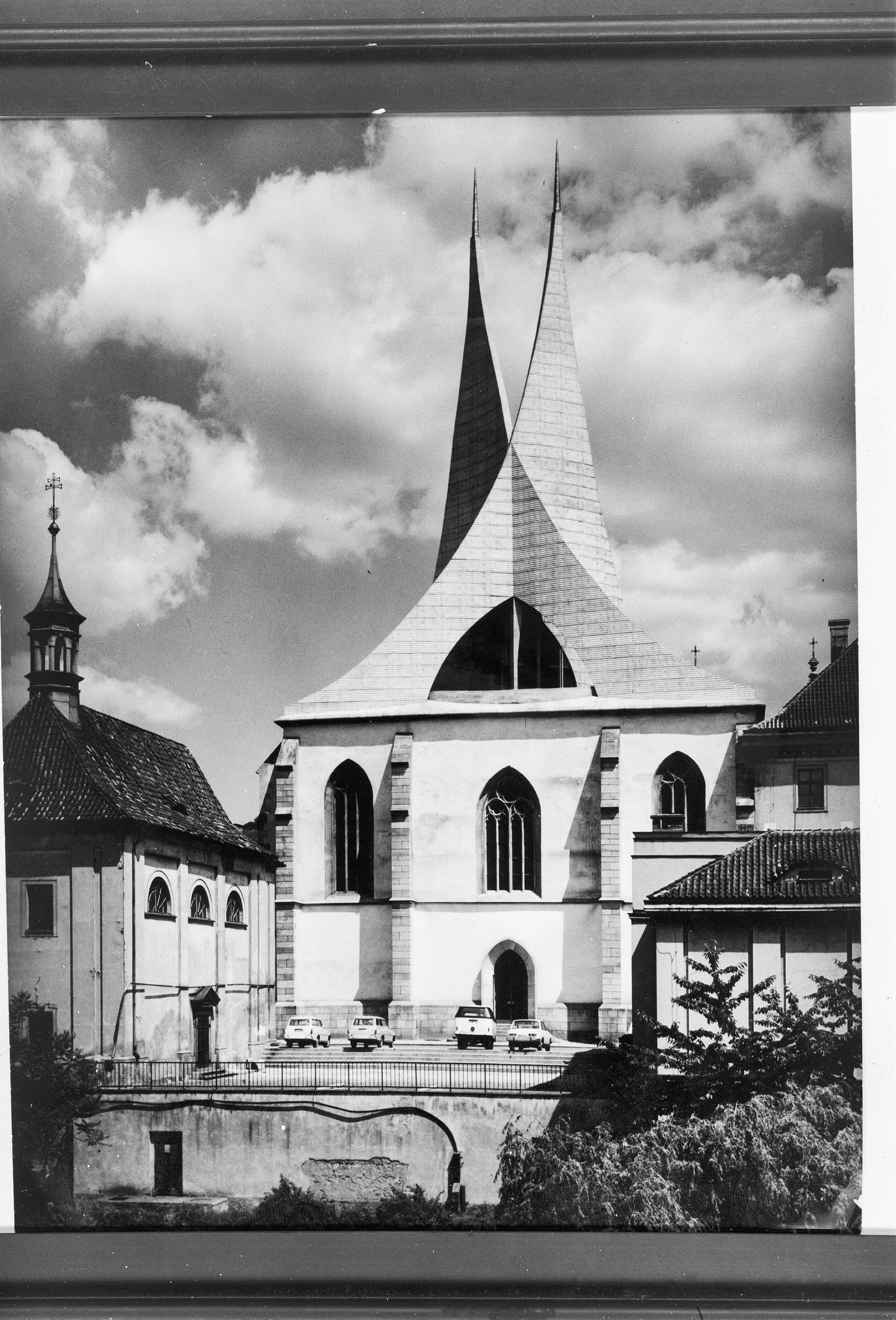
Fotografies d'Emaús dels anys 70 del segle XX
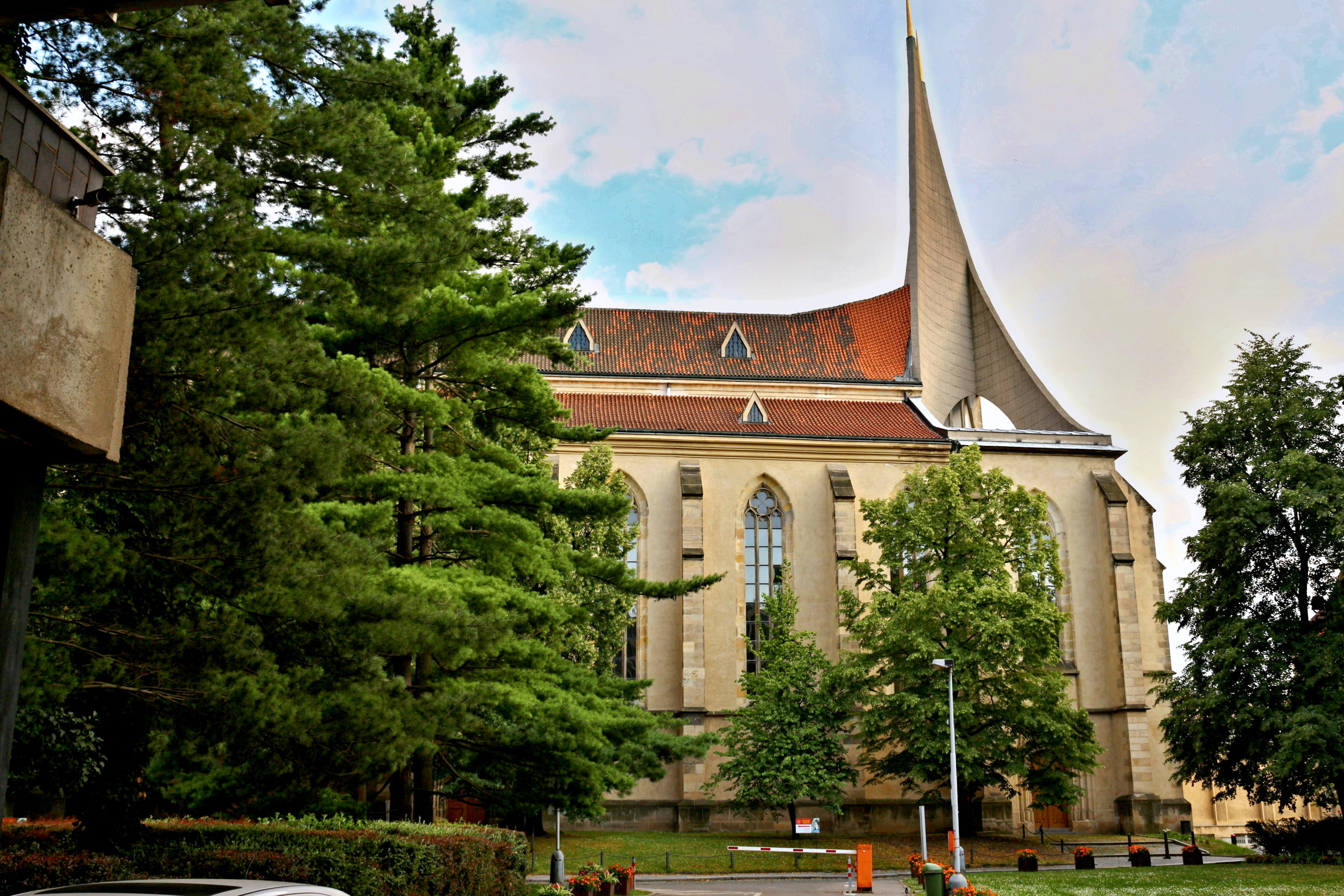
Nau de l'església
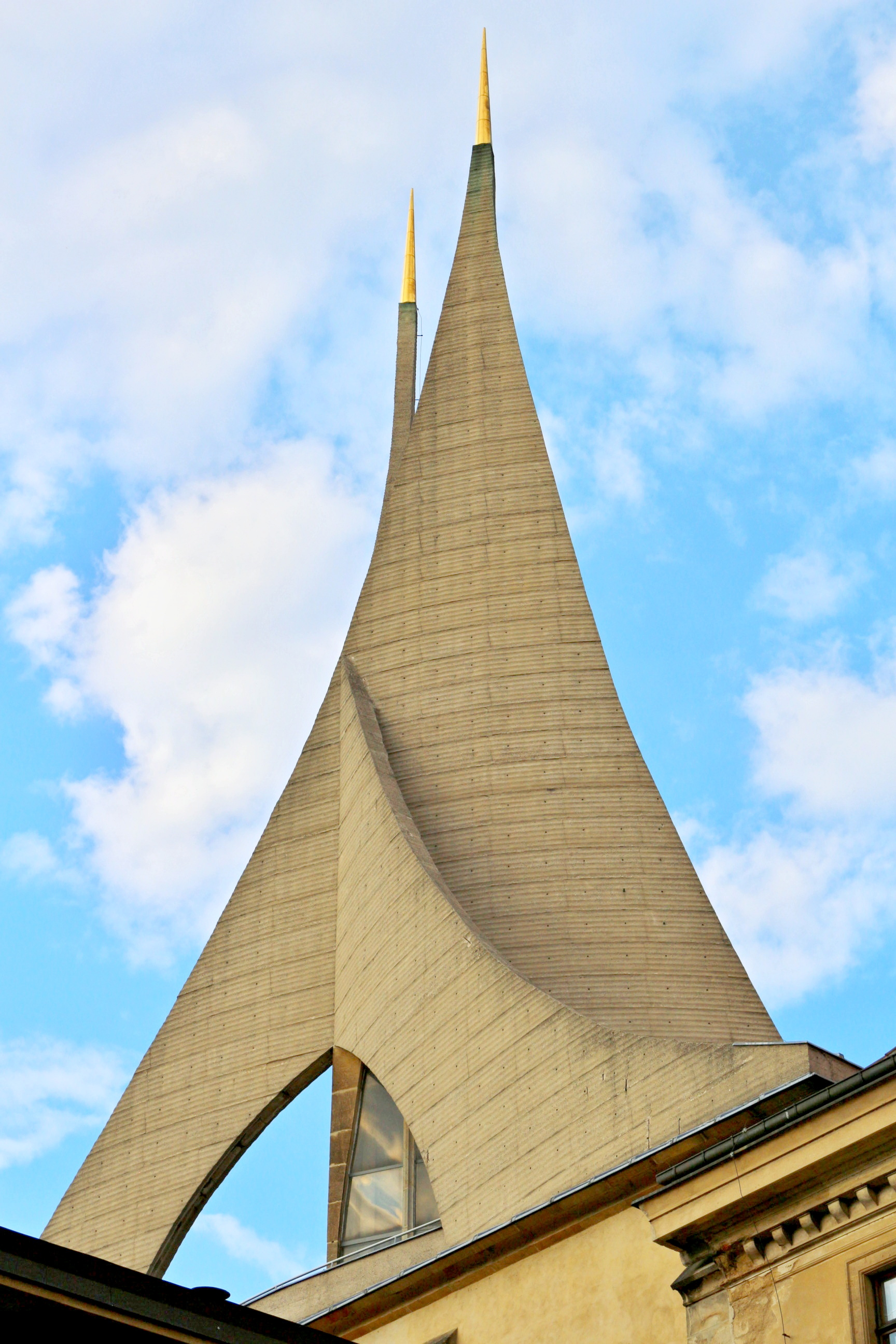
Detall de les torres
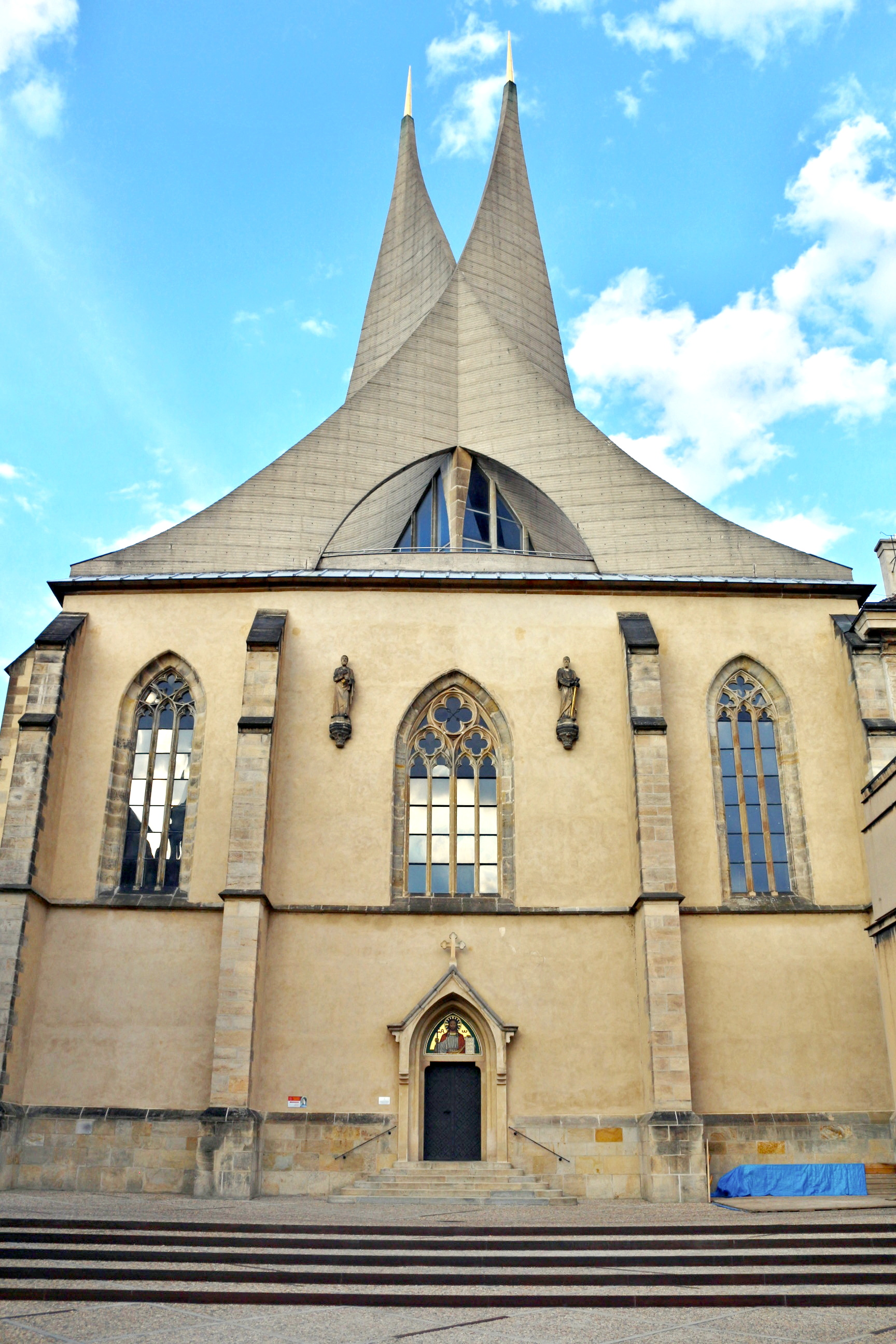
Portal de l'església
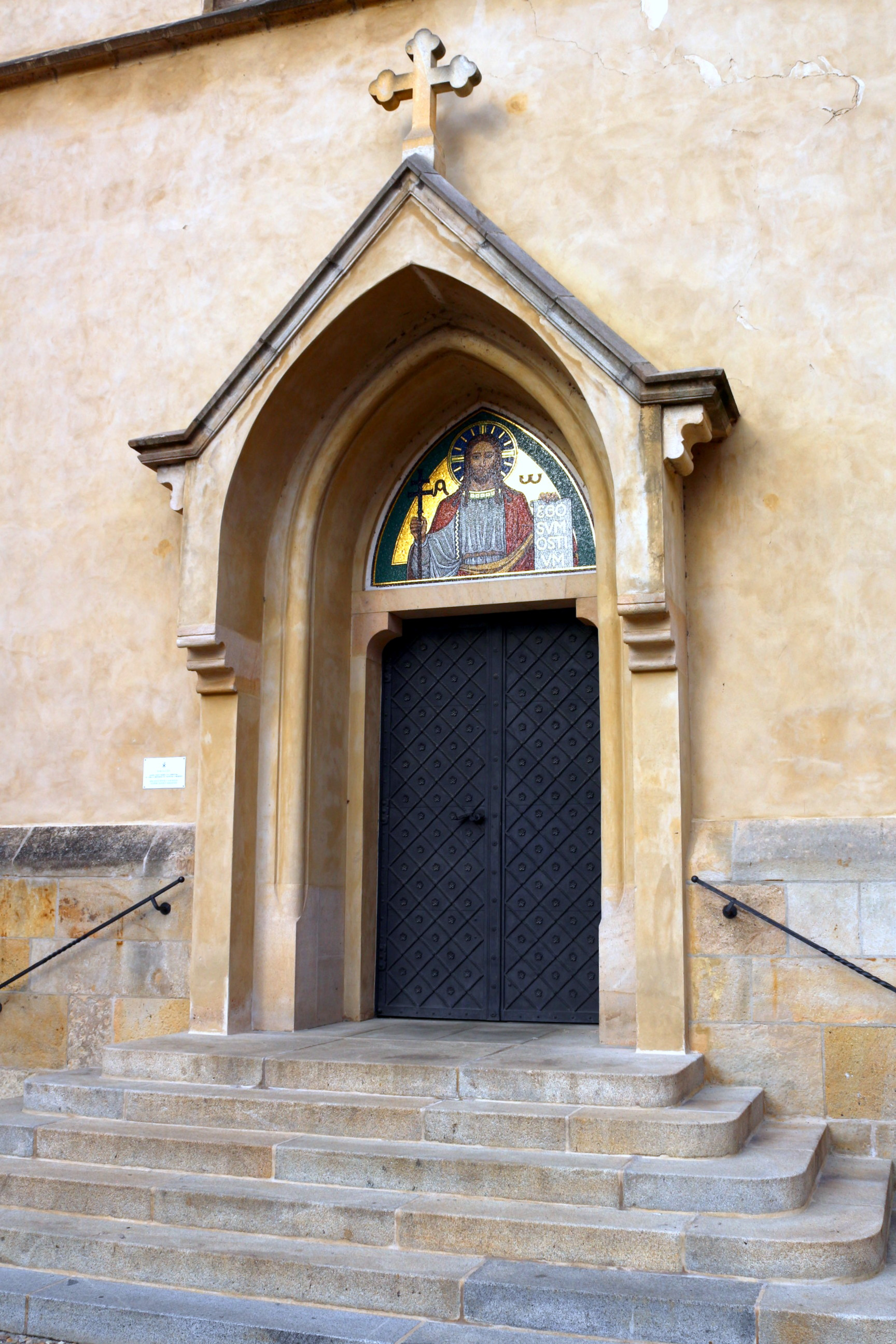
Portal de l'església
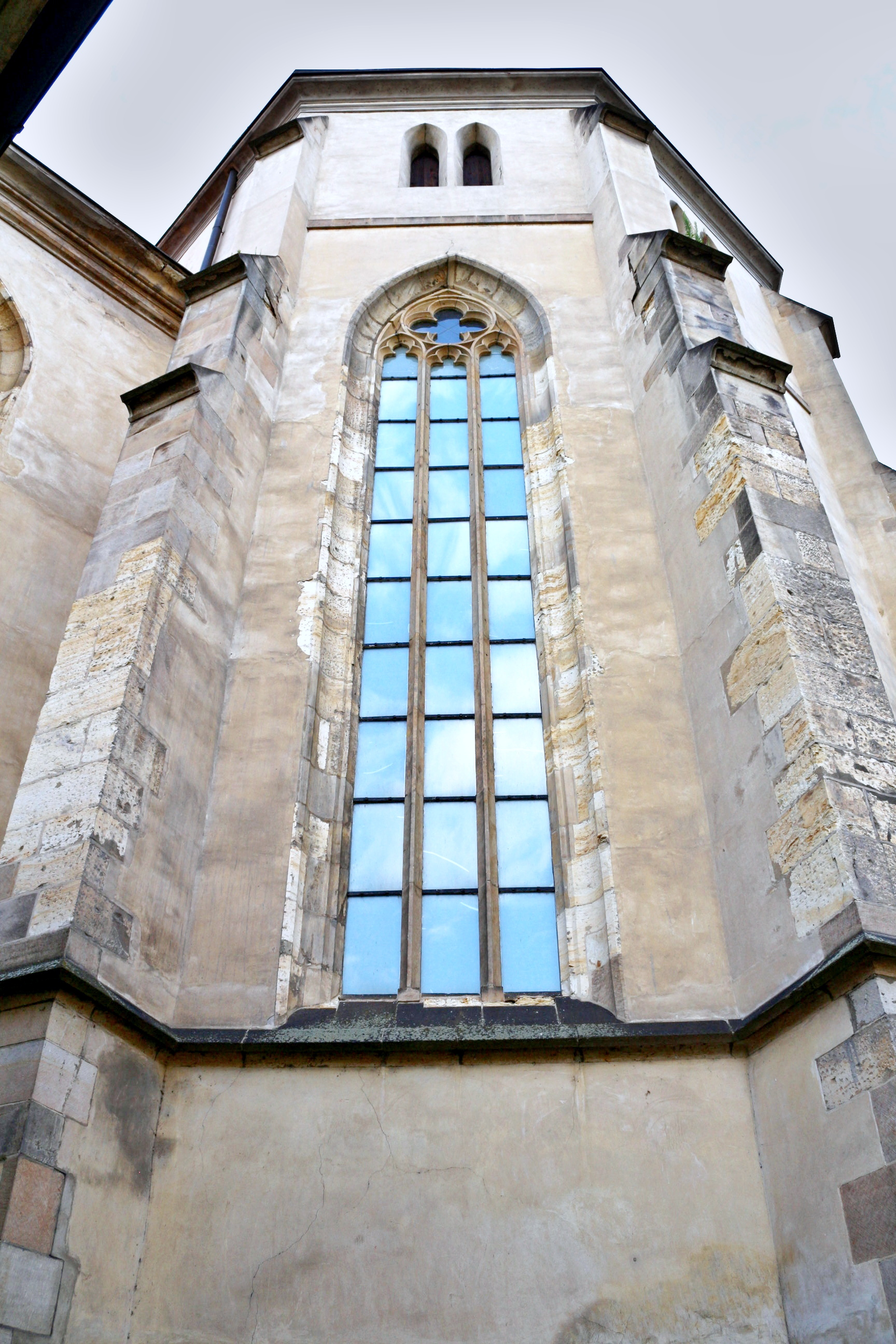
Detall de la finestra gòtica al final de l'església
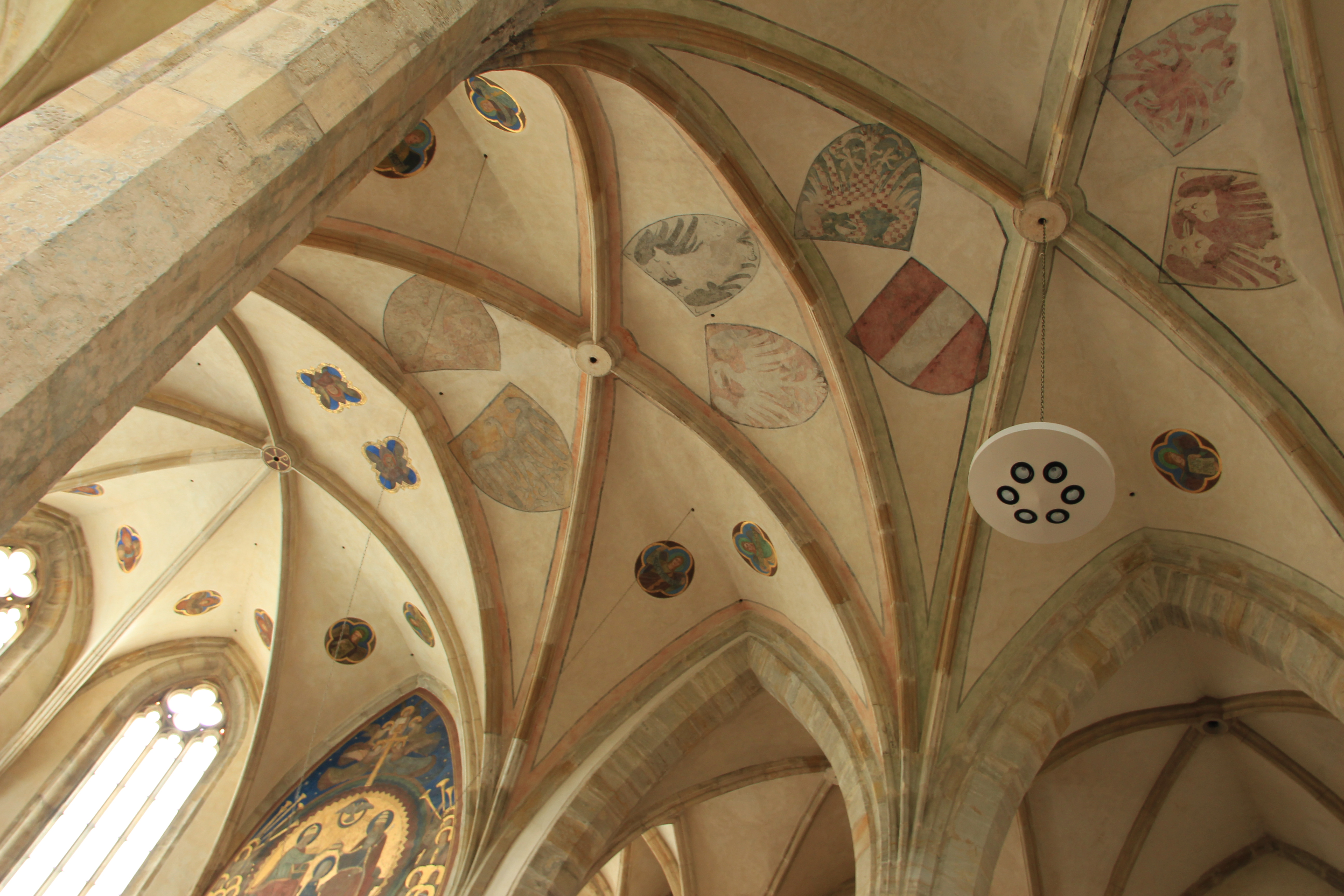
Volta de l'església
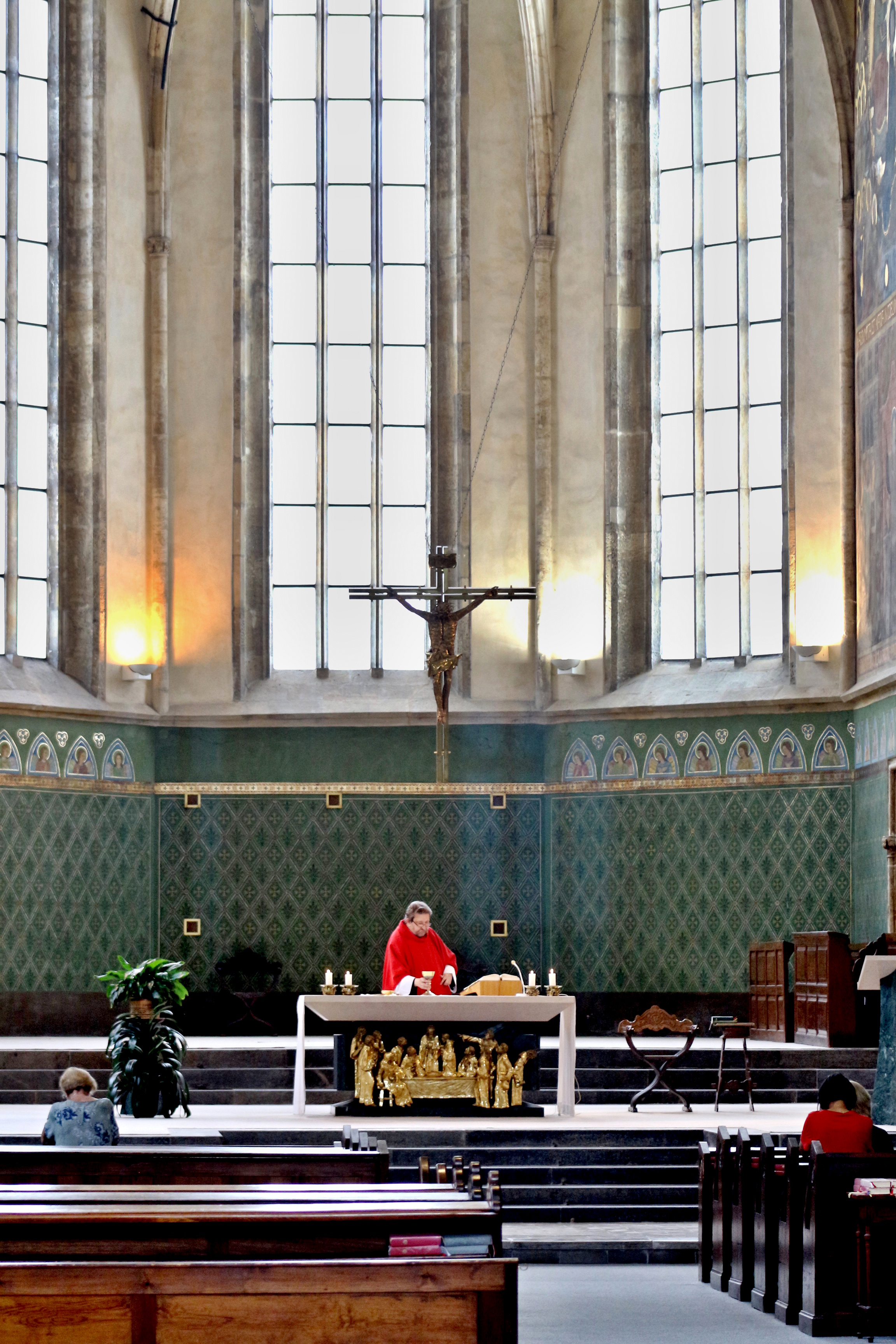
Interior de l'església
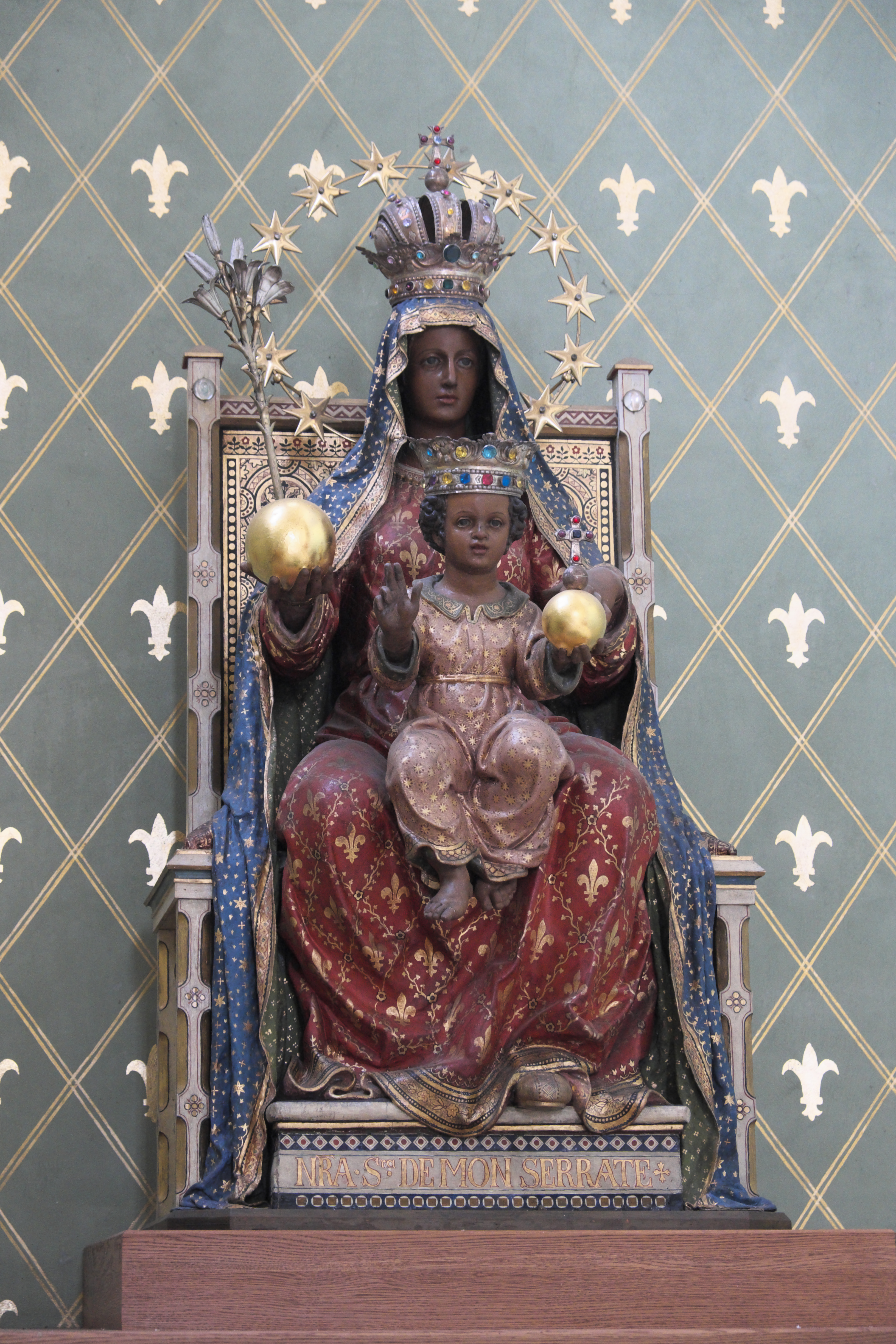
Estàtua de a Mare de Déu de Montserrat, portada pels monjos catalans.